# Goldfund von Boeslunde

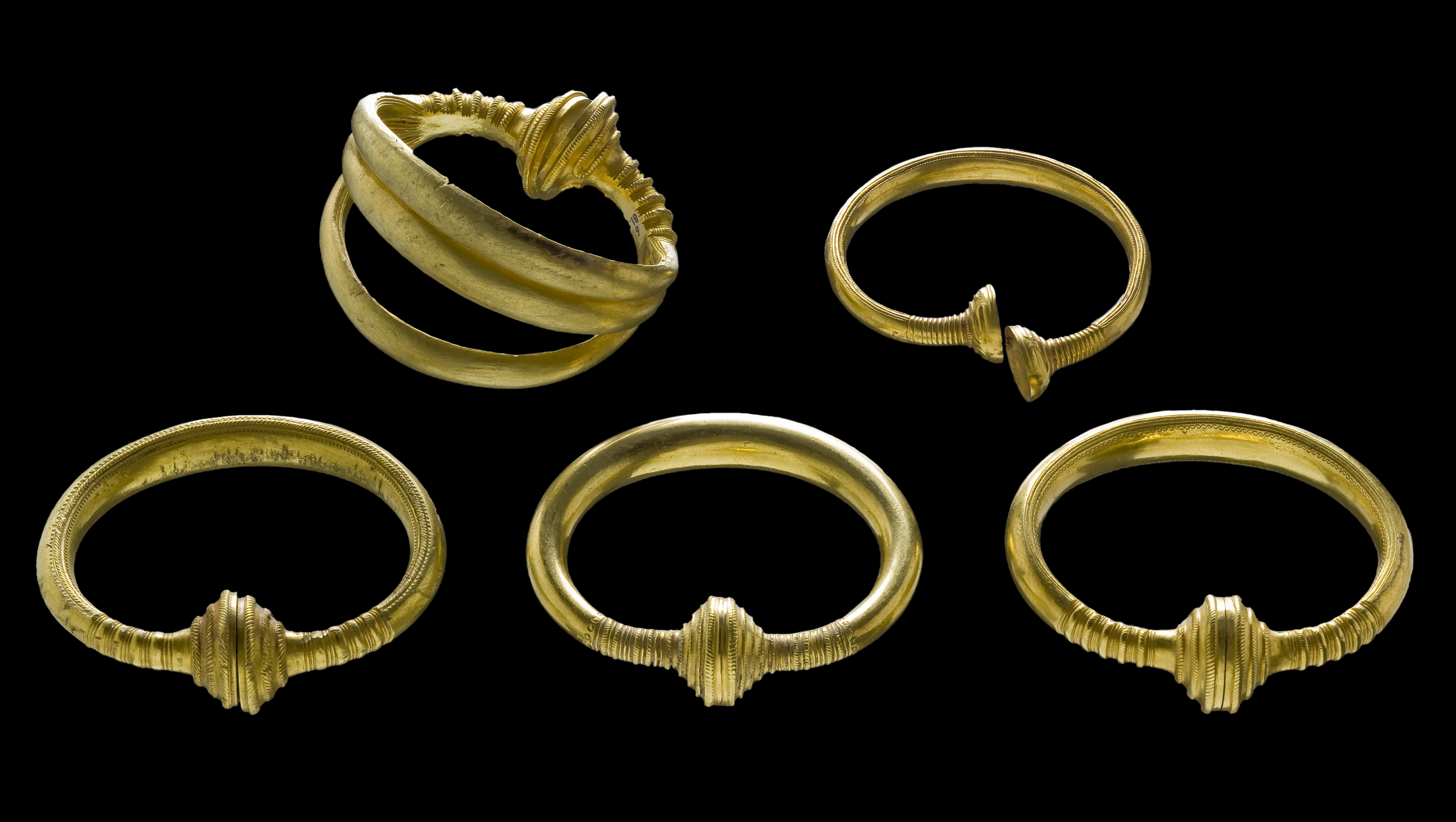
Eidringe von Boeslunde

Der 2015 gemachte Goldfund von Boeslunde auf der dänischen Insel Seeland besteht aus etwa 2000 Spiralen aus dünnem abgeflachten Golddraht von maximal 3,0 cm Länge, die zwischen 900 und 700 v. Chr. während der Bronzezeit entstanden.
Die Archäologen fanden zunächst nur wenige Spiralen, später wurden es mehr mit einem Gesamtgewicht zwischen 200 und 300 Gramm. Man fand auch zwei vergoldete Nadeln die halfen, die Spiralen zu datierten. Viele Spiralen scheinen in einer gefütterten Holzkiste begraben worden zu sein. Sie wurden als Klumpen gefunden, während Bündel von drei und vier Stücken wenige Meter weiter gefunden wurden. Im Spiralklumpen fanden sich Flocken von Birkenpech, als Beleg dafür, dass ein Futter in einer Holzschachtel mit einem Rindendeckel eingeklebt worden war.
Bei Boeslunde wurden einige der größten Goldfunde der nordischen Bronzezeit gemacht. Vor Jahren entdeckten Amateurarchäologen in der Region vier schwere goldenen Armringe, sogenannte Eidringe. Sechs weitere schwere Eidringe wurden auf dem Gelände gefunden. Bereits im 19. Jahrhundert fanden Landwirte bei zwei Anlässen (1842 und 1874) sechs Goldgefäße aus derselben Periode mit einem Gesamtgewicht von einem Kilogramm am etwa 500 m entfernten Borgbjerg.

Goldfund von Boeslunde
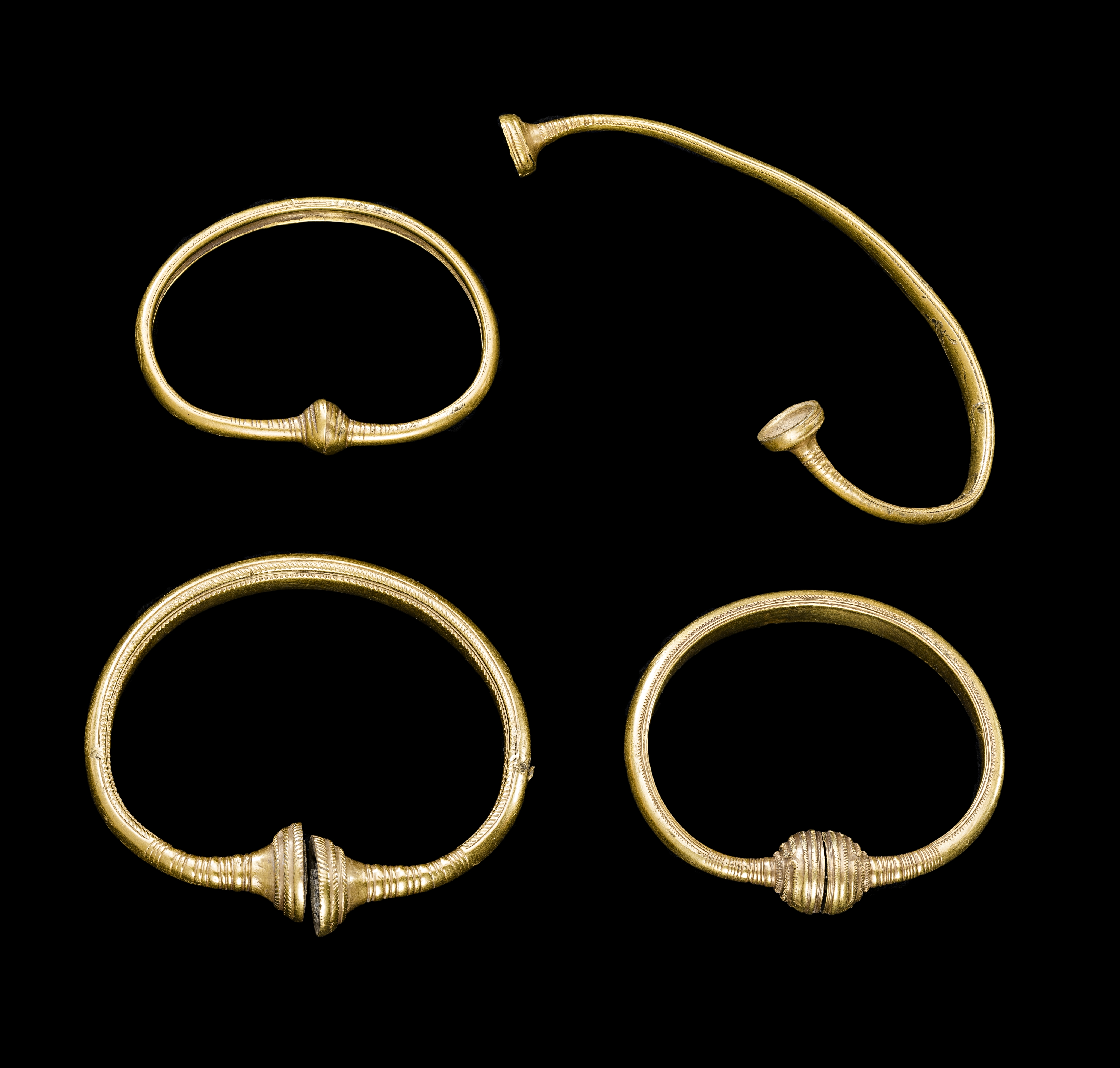
Eidringe
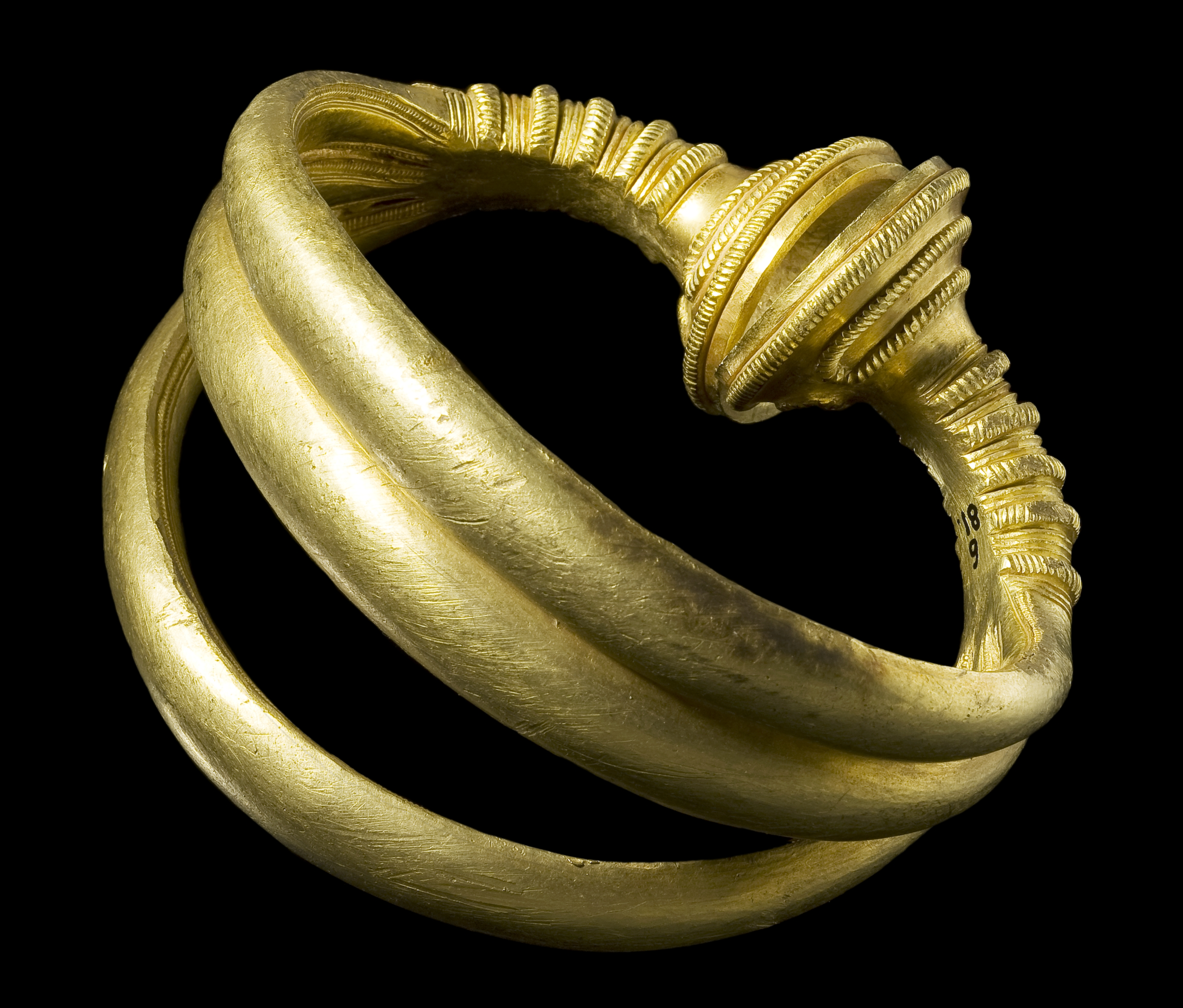
Eidring
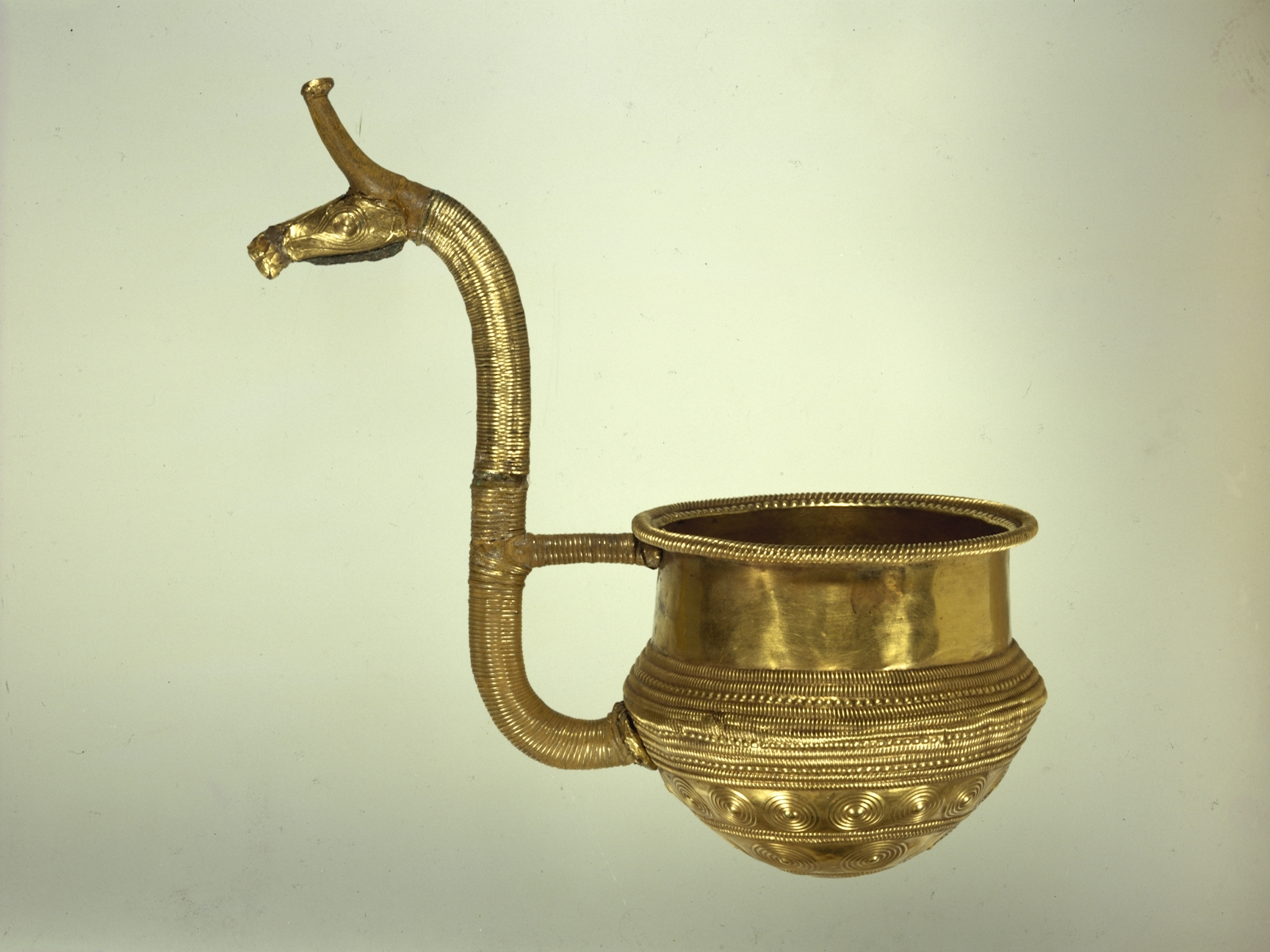
Goldschale
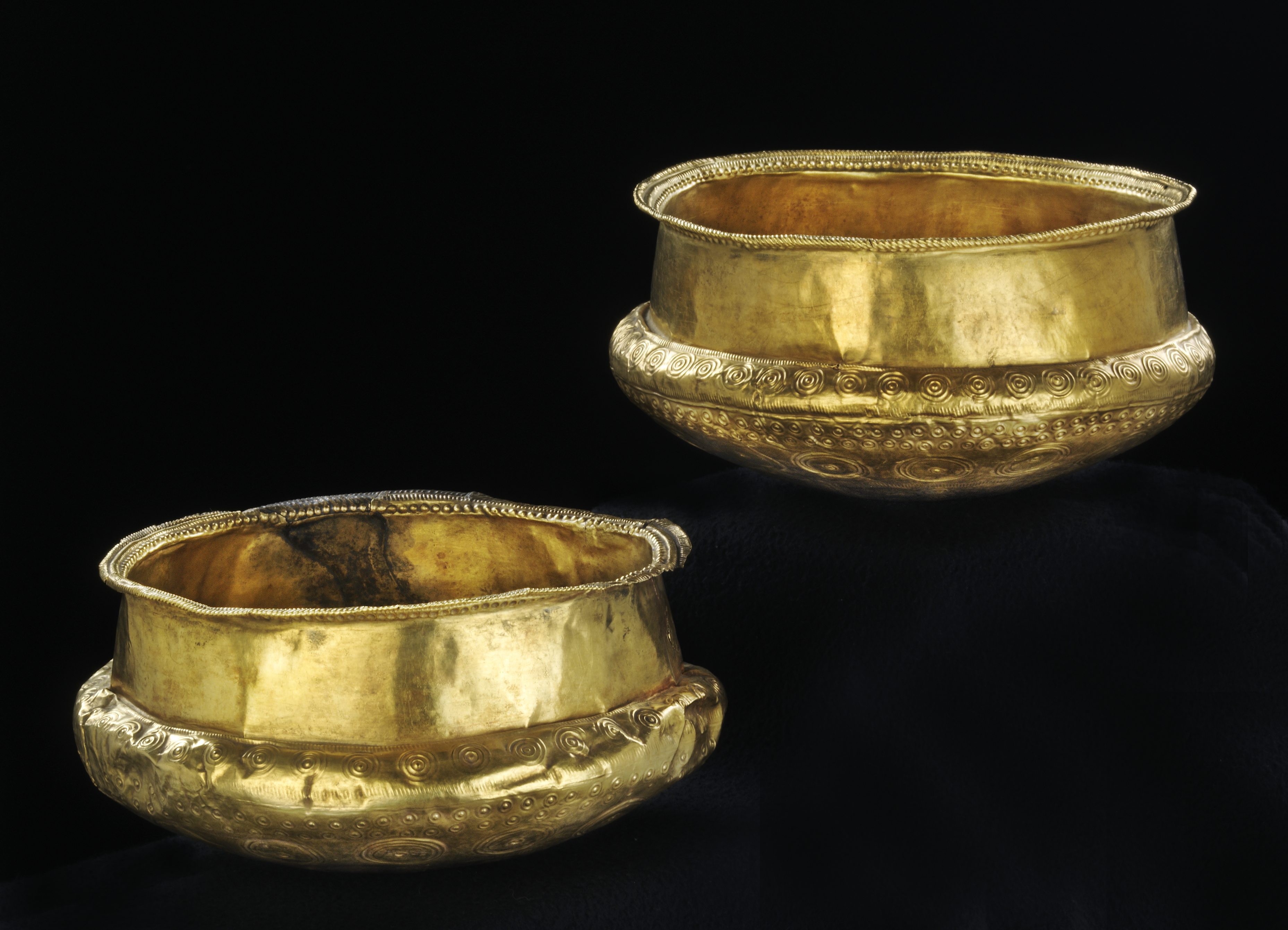
Goldschalen

Nichts Vergleichbares aus der Bronzezeit ist für die Spiralen bisher nachweisbar. Die Experten sind nicht sicher, wofür sie verwendet wurden, vermuten aber, sie könnten Teil eines zeremoniellen Gewandes oder Kopfschmucks gewesen sein, der das Sonnenlicht reflektierte.